# Архелай (стратег Сузианы)
Архелай (др.-греч. Άρχέλαος; IV век до н. э.) — македонский стратег Сузианы.

## Биография
В 331 году до н. э., после поражения персидской армии в битве при Гавгамелах, наместник Сузианы Абулит перешёл на сторону македонян. В Сузах победителям достались огромные сокровища, накопленные в течение многих лет персидскими царями. Александр Македонский оставил стратегом страны Архелая, сына Феодора, придав под его начало гарнизон из трёх тысяч солдат.
По свидетельству Плиния Старшего, знаменитый художник Апеллес написал портрет Архелая и его семьи. По предположению В. Хеккеля, это могло произойти вскоре после назначения Архелая на должность стратега.
По свидетельству Дексиппа, в 323 году до н. э., после смерти царя Александра, Архелаю при разделе сатрапий в Вавилоне досталась Месопотамия. Эту позицию в целом разделял И. Дройзен. Однако Диодор и Юстин в этой связи называли имя Аркесилая. По мнению Смирнова С. В., причиной расхождения является явная ошибка переводчика текста Дексиппа.
Также не исключена возможность отождествления этого Архелая с его тёзкой, военачальником Деметрия Полиоркета.